# Nicrophorinae
Nicrophorinae је потпородица инсекатске породице стрвинари (Silphidae). 
Састоји се од три рода: Eonecrophorus (1 врста, Непал), Ptomascopus (3 врсте, Азија) и Nicrophorus (68 врста - 65 рецентних и 3 изумрле, на подручју Холарктика, северне Африке, Јужне Америке и Југоисточне Азије).